# John Shore
John Shore (* um 1662; † 1752) war seit 1711 königlicher Trompeter und diente als solcher 1714 während der Krönung König  Georgs I., 1715 war er Lautenist an der Chapel Royal. John Shore gilt als der Erfinder der Stimmgabel.
John Shore arbeitete als Lautenist sowohl mit Henry Purcell als auch mit Georg Friedrich Händel. Er benutzte eine selbstkonstruierte Stimmgabel zum Stimmen seiner Laute und nannte sie scherzhaft Forke (pitch fork, in Anlehnung an pitch, die Tonhöhe) statt Stimmgabel (tuning fork). Er fertigte die Stimmgabel aus Stahl mit einer Tonhöhe von 423,5 Hz.
| Personendaten    | Personendaten        |
| ---------------- | -------------------- |
| NAME             | Shore, John          |
| KURZBESCHREIBUNG | englischer Trompeter |
| GEBURTSDATUM     | um 1662              |
| STERBEDATUM      | 1752                 |